# اوئله (یاقوتستان)
اوئله (انگلیسی: Uele) یک رودخانه در استان یاقوتستان کشور روسیه است.